# Banar Joyo
Banar Joyo is een bestuurslaag in het regentschap Lampung Timur van de provincie Lampung, Indonesië. Banar Joyo telt 3451 inwoners (volkstelling 2010).